# Pruche de la Caroline
Tsuga caroliniana
Espèce
Statut de conservation UICN

 NT  : Quasi menacé
La Pruche de la Caroline (Tsuga caroliniana ) est un arbre conifère appartenant au genre Tsuga à la famille des Pinaceae.

## Habitat
Le Tsuga caroliniana est un conifère originaire des États-Unis où on le retrouve à l'état naturel dans les États de Caroline du Nord, de Caroline du Sud, de Géorgie, du Tennessee et de Virginie. L'arbre apprécie les endroits semi ensoleillés, dont le sol est humide mais bien drainé.

## Description
L'arbre est surtout utilisé à titre ornemental. Sa rareté a empêché toute exploitation forestière spécifique. Le conifère atteint généralement une taille de 30 mètres (jusque 34 mètres maximum) et son tronc atteint 1,1 mètre de diamètre en forêt. Sa forme est pyramidale et peut atteindre 8 mètres de large. Le tronc est de couleur brun-rougeâtre et se fissure avec l'âge. Les feuilles sont longues de 10 à 20 mm. Elles sont vert foncé au-dessus et possèdent en plus deux rangées de stomates blancs en dessous.
Le cône de l'arbre mesure entre 25 et 40 mm de long et est de couleur brun clair. Lorsque celui-ci est ouvert, ses écailles sont positionnées à angle droit par rapport à l'axe central du cône.